# Molophilus (Molophilus) howensis
Molophilus (Molophilus) howensis is een tweevleugelige uit de familie steltmuggen (Limoniidae). De soort komt voor in het Australaziatisch gebied.